# 753 км
753 км — железнодорожная казарма в Базарносызганском районе Ульяновской области при одноимённом остановочном пункте Куйбышевской железной дороги (код ЕРС: 642174). Входит в состав Должниковского сельского поселения.

## География
Населённый пункт расположен в одном километре к северу от села Должниково и в 7 километрах к западу от рабочего посёлка Базарный Сызган — административного центра района.

### Часовой пояс
753 км, как и вся Ульяновская область, находится в часовой зоне МСК+1. Смещение применяемого времени относительно UTC составляет +4:00.

## Население
| 2010 |
| ---- |
| 0    |